# Lampetis vana
Lampetis vana es una especie de escarabajo del género Lampetis, familia Buprestidae. Fue descrita científicamente por Fåhraeus in Boheman en 1851.